# غار چهل پله خضرلو
غار چهل پله روستای خضرلو در دهستان قره قویون جنوبی در بخش قره قویون در شهرستان شوط  در استان آذربایجان غربی کشور ایران قرار دارد.

## غار چهل پله
این غار از آثار برجای مانده از دوره حکومت باستانی اوراتوری است.این غار که دارای دهانه‌ای به قطر حدود ۴ متر می‌باشد در دامنه تپه باستانی‌ منتهی‌الیه غربی روستا واقع شده‌است. در قدیم تعداد پله‌های غار  بیشتر بوده ولی با گذشت زمان و فرسایش زمین و نیز ریزش کناره‌های غار پرشده بود ولی اخیراً با حفاریهای غیر مجاز انجام گرفته توسط سودا گران گنجینه‌های زیر زمینی تعداد دیگری از پله‌های آن نمایان شده‌است و به ۳۰ پله رسیده‌است. در قدیم‌الایام این غار به عنوان سرداب مورد استفاده قرار می گرفت و اهالی ضمن پایین رفتن از پله‌ها آب شرب مورد نیاز خودشان را از ته غار با کوزه تهیه می‌کردند.لازم به یاد آوری است با مشاهده آثار برجای مانده از بقایای حفاریهای صورت گرفته و نیز ظروف سفالی  و خمره شکسته‌های اطراف غار که به وفور پراکنده است، احتمال وجود ذخایر زیر زمینی طلا می‌رود.این غار به عنوان یکی از جاذبه‌های گردشگری روستا همواره مورد بازدید علاقه‌مندان و دانش آموزان در اردوهای تفریحی می‌شود. سنگ‌های پیرامون غار از نوع رسوبی می‌باشند. در تپه‌های اطراف غار، بقایای پی ساختمان‌های باستانی قرار دارد که معلوم می‌شود در زمان باستان انسانهایی در آنجا زندگی می‌کرده اند و کشف گورستان ساکنان آن در پای کوه و پیدا شدن تعدادی از اموات آن‌ها که در برخی از آن‌ها در کنار مرده هایشان در قبر رشته‌های تسبیح و منجوق مهر تاییدی بر این مدعا می‌باشد.این بناهای ساختمانی از سنگ‌های بزرگ و سنگین ساخته شده اند که معلوم نیست در آن زمان با چه وسیله‌ای سنگ‌های به آن بزرگی را به بالای تپه انتقال داده اند.این اثر به عنوان یکی از جاذبه‌های گردشگری شهرستان شوط به حساب می آید.